# 双汇瘦肉精事件
双汇瘦肉精事件是一起发生在中华人民共和国的食品安全事件。这起案件是中国发生的重大食品安全事件之一。
2011年3月15日，中国中央电视台新闻频道的节目每周质量报告曝光了河南省焦作市孟州市、沁阳市、温县和新乡市获嘉县的部分养猪场使用了在中国早已被禁止的“瘦肉精”，而这些养猪场所生产的猪肉则流入了双汇集团的子公司——济源双汇食品有限公司。事件曝光后，社会各界一片哗然。双汇集团在3月16日承认此事件并且致歉，并表示已派出相关人员进入双汇济源工厂进行处理。次日，双汇表示济源双汇的高管已被免职，涉及产品也被收回。20日，中国国务院多部成立联合调查组进驻河南调查，并于26日结束调查并返回。截至当月24日，已有68人被控制、刑拘、立案侦查。2011年11月25日，双汇瘦肉精事件所涉及的案件全部审结，其中58案中的113人被判刑。该事件使双汇集团受到极大的负面影响，直接损失3000多万元，半个月内影响销售额15亿元，并使其公司信誉受到极大影响。

## 背景

### 中国政府禁止在饲料中添加瘦肉精
瘦肉精为一类肾上腺类神经兴奋剂的合称，共包含7个种类。其有明显的促进生长、提高瘦肉率和减少脂肪的功能。不过瘦肉精可引起许多副作用，所以瘦肉精被多个国家所禁止。中国农业部在1997年便禁止其在饲料和畜牧生产中使用。此后，1999年，中国国务院颁布了《饲料和饲料添加剂管理条例》，规定禁止在饲料中添加瘦肉精。2002年，中国农业部等三个部门联合发布了《禁止在饲料和动物饮用水中使用的药品目录》，其中将7种瘦肉精全部列入。

### 双汇集团的发展

涉事方之一——双汇集团当时的商标

双汇集团是中国一家肉类加工为主的集团，前身为1958年成立的漯河市冷仓，其间更名为漯河市肉类联合加工厂，1992年双汇集团正式成立。后来其成为了国内第一大肉类加工集团。双汇自称对食品检验非常严格，其广告语号称“十八道检验，十八个放心”，以此保证食品安全。

## 经过

### 事件曝光与发酵
2011年3月15日，中国中央电视台新闻频道播出的《每周质量报告》在“央视3·15特别行动  ‘健美猪’真相”节目中曝光了河南省孟州市、沁阳市、温县、获嘉县的部分养猪场在猪饲料中添加了一种白色粉末——“瘦肉精”，并且通过监管漏洞逃过尿检等一系列中国政府规定的检疫程序，运往江苏南京建邺区的各大农贸市场。节目中还曝光了这些添加了“瘦肉精”的猪肉还被运往了双汇集团的子公司——济源双汇食品有限公司。受事件影响，双汇发展当日跌停。此之后，多家零售商开始陆续下架全部或由济源双汇生产的双汇产品，并与供应商进行退货谈判。
3月16日，双汇发展表示，受事件影响，双汇发展将于当日9时30分起停牌。4月19日，双汇发展复牌，但遭遇持续跌停。

### 双汇的回应与处理
事件曝光后，双汇集团副总经理杜俊甫回应称，双汇对瘦肉精的管理检测很严格，“不可能发生这种事情”。其还表示双汇会对此事严格核实、了解实情。
2011年3月16日，双汇集团发表声明回应瘦肉精事件，承认济源双汇有限公司为双汇集团子公司，并且对丑闻道歉。声明还表示，双汇集团责令济源双汇食品有限公司停产自查，并已派出主管生产的副总经理和相关人员前去整顿和处理。同日，双汇给各大零售企业发函称，其所有产品均可正常销售，如有质量问题由双汇集团承担。
3月17日，双汇再次发表声明，已要求济源双汇召回在市场流通的商品，并且对其总经理、主管副总经理、采购部长、品管部长予以免职。
3月23日，双汇召开全国经销商视频会议，希望能应对下架危机，重新销售。
3月25日，双汇召开了全国生猪客户及原辅料供应商视频会议。在会议上，双汇表示会通过多方面治理来保证食品安全。
3月31日，双汇召开“万人大会”，双汇集团董事长万隆在会议上向消费者致歉，并表示受此事件影响，双汇集团损失惨重。，但此次“万人大会”遭到许多方面的争议。
4月6日，双汇集团重庆区域经理为证明售卖食品安全，在双汇卖场疯狂吃火腿肠。路过的市民不以为意。

### 事件调查
3月15日，事件曝光后，中国农业部责成河南、江苏有关部门部门严肃查办，并派督查组赴河南督导查处工作。同日，中国商务部要求当地商务主管部门调查问题，惩处责任人，同时派出督导组指导工作。焦作市当夜召开食品安全紧急会议，要求严查此事件，严惩涉案人员。
3月17日，河南省食品安全工作领导小组办公室下发《关于加强“瘦肉精监管整治”工作的紧急通知》，表示要全面开展调查此事。河南省卫生厅、畜牧局、质监局向焦作派遣了专家及调查组以协助调查、处理与检测。但在河南省质监局展开的检测当中存在许多问题，其结果也遭到质疑。
3月20日，河南省食品安全领导小组办公室通报称，济源市政府在多家双汇连锁店与双汇冷鲜肉专营店中封存猪肉1878公斤，抽样46个，其中6个被检出“瘦肉精”。同日，中国国务院食品安全委员会与多部委成立联合工作组赴河南调查该事件。截至3月25日，其已发现3个“瘦肉精”制造窝点。国务院食品安全委员会办公室副主任、联合工作组负责人刘佩智表示，河南省抽检排查工作已经基本结束，未来将在全国范围内开展专项打击活动。
11月26日，河南省全省59案114人“瘦肉精”案已经全部审结，其中58案中所涉及到的113人均获刑。

## 影响
受此次事件影响，双汇集团损失惨重。双汇2011年度年报显示，2011年双汇集团年利润仅为8.03亿元，比2010年下降了约54.78%，同时其延后了双汇的重组进程。此次事件也极大地破坏了双汇的形象。此后，双汇集团经常曝出食品安全丑闻。该事件也引发了大众对中国政府食品安全监管问题的思考。

## 评价
事件爆发后，中国公众对双汇集团的批评不绝于耳。短期内，大众对双汇的产品质量失去信心。部分网民更是直言要让双汇“成为第二个三鹿”。由于此次事件中所曝光的监管问题，中国大众对中国的食品安全监管产生了质疑。时任中国农业部畜牧司副司长王宗礼说：“全国每年出栏生猪６亿头，面对如此大的数量，只要是抽检自然会有漏洞，而‘瘦肉精’事件的发生，正是暴露出了整个监管链条存在的缺陷。从管理部门来说，抓落实是一个最重要的环节，就是有再好的制度，如果没有人去执行，也很难把住这道关口。”